# Вишнёвский сельский совет (Покровский район)
Вишнёвский сельский совет (укр. Вишнівська сільська рада) — входит в состав
Покровского района
Днепропетровской области
Украины.
Административный центр сельского совета находится в 
с. Вишнёвое.

## История
- 1957 — дата образования.

## Населённые пункты совета
- с. Вишнёвое
- с. Вербовое
- с. Даниловка
- с. Егоровка
- с. Кирпичное
- с. Новоалександровка
- с. Першотравневое
- с. Приволье